# Chalermphon Pormsrirot
Chalermphon Pormsrirot (5 dicembre 1968) è un ex calciatore ed ex giocatore di calcio a 5 tailandese.

## Carriera
Come massimo riconoscimento in carriera vanta la partecipazione, con la Nazionale di calcio a 5 della Thailandia, al FIFA Futsal World Championship 2000 in Guatemala dove la selezione asiatica si è fermata al primo turno, eliminata nel girone comprendente Paesi Bassi, Egitto e Uruguay.